# 라세느
라세느(프랑스어: La Seine)는 대한민국의 호텔 뷔페 브랜드다. 프랑스어로 센 강을 뜻한다. 호텔롯데가 운영 중이다.

## 운영
호텔롯데의 특급호텔 브랜드 '롯데호텔'에서 운영 중이다. 다만, 대한민국 울산광역시와 러시아 상트페테르부르크에 위치한 롯데호텔에는 별도의 뷔페 레스토랑이 영업되고 있다.
- 롯데호텔서울 라세느:  대한민국 서울특별시 중구
- 롯데호텔월드 라세느:  대한민국 서울특별시 송파구
- 롯데호텔부산 라세느:  대한민국 부산광역시 부산진구
- 롯데호텔제주 라세느:  대한민국 제주특별자치도 서귀포시
- 롯데호텔양곤 라세느:  미얀마 양곤

## 위상 및 평가
《블루리본 서베이》는 롯데호텔서울 라세느를 〈서울의 맛집〉으로 선정한 바 있다.

## 같이 보기
- 더 파크뷰
- 아리아
- 63뷔페 파빌리온